# Ritratto di Madame X
Madame X è il titolo di un dipinto realizzato dal pittore John Singer Sargent tra il 1883 e il 1884. Il dipinto è il ritratto di Virginie Amélie Avegno, una giovane francese.
Il quadro venne esposto al Salon di Parigi nel 1884, ma venne ritirato poco dopo poiché il modo in cui la donna era stata rappresentata provocò scandalo tra l'alta società parigina.

## Il soggetto
Virginie Amélie Avegno era una giovane donna nata a New Orleans da una famiglia di creoli bianchi (madre francese e padre di origini italiane). In seguito allo scoppio della guerra civile americana, all'età di otto anni, si trasferì insieme alla madre a Parigi, dove fu educata secondo la consuetudine della borghesia parigina. Sposò il banchiere e magnate navale Pierre Gautreau e così si inserì a pieno nell'ambiente borghese. La donna era conosciuta, oltre che per la sua particolare bellezza e il suo incarnato molto chiaro, per il suo atteggiamento libertino.

## La realizzazione
Il quadro non venne commissionato dalla famiglia; il pittore chiese ad Amélie di posare per lui e questa, nonostante avesse in precedenza rifiutato altre proposte, acconsentì.
La realizzazione del dipinto fu particolarmente travagliata; Sargent non riusciva a prendere una decisione sulla posa nella quale ritrarre la giovane donna; i due si trasferirono in Bretagna per un breve periodo estivo nel quale il pittore realizzò una serie di schizzi rappresentando Amélie in diverse posizioni. Nelle prime versioni la dipinse seduta su un sofà con la testa alzata, poi con il capo dolcemente appoggiato al divano e anche con una coppa di champagne.
Al ritorno da un viaggio in Olanda Sargent, probabilmente ispirato dal pittore Frans Hals, decise che il modo migliore di rappresentare "la donna pavone", da lui così chiamata in una lettera, era con uno sfondo scuro, in piedi, di profilo, con il collo teso ed il braccio appoggiato ad un tavolino.

## Descrizione

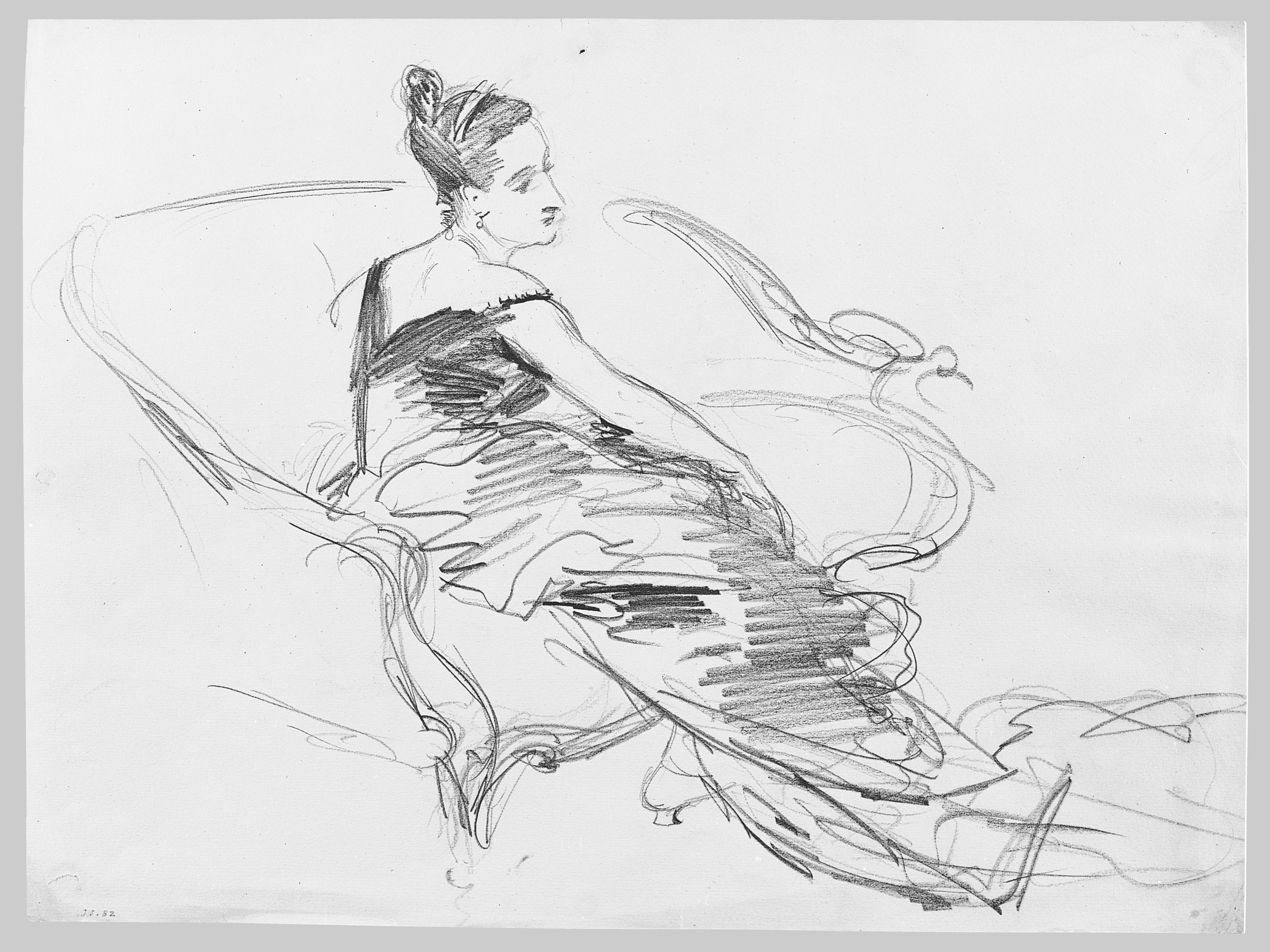
Schizzo del ritratto di Madame X

Il quadro rappresenta Amélie al centro della scena vestita con un sontuoso vestito nero scollato, che Sargent selezionò personalmente dall'immenso guardaroba della donna. Per far sì che la pelle estremamente chiara potesse risaltare, l'artista utilizzò la tecnica del chiaroscuro; l'abito scuro, il tavolino marrone e lo sfondo contrastano con il pallido incarnato della giovane, reso tale da un insieme di tonalità di bianco, rosa, vermiglio e viola.
Il viso di Madame Gautreau non è completamente definito e tende ad uniformarsi con lo sfondo; ciò contribuisce a dare alla donna un'aria di misteriosità e di caducità. Sargent inoltre accentua l'ampiezza dei fianchi e restringe la vita, per adattarsi agli standard di bellezza dell'epoca.
In una prima versione il quadro era differente e la spallina del vestito scendeva lungo il braccio, ma in seguito agli avvenimenti che si verificarono nel 1884 al Salon di Parigi, l'artista decise di modificarla
Il dipinto misura due metri e mezzo di altezza per un metro di larghezza e venne volutamente creato di grandi dimensioni in modo che fosse più facilmente notato all'esposizione.

## La critica

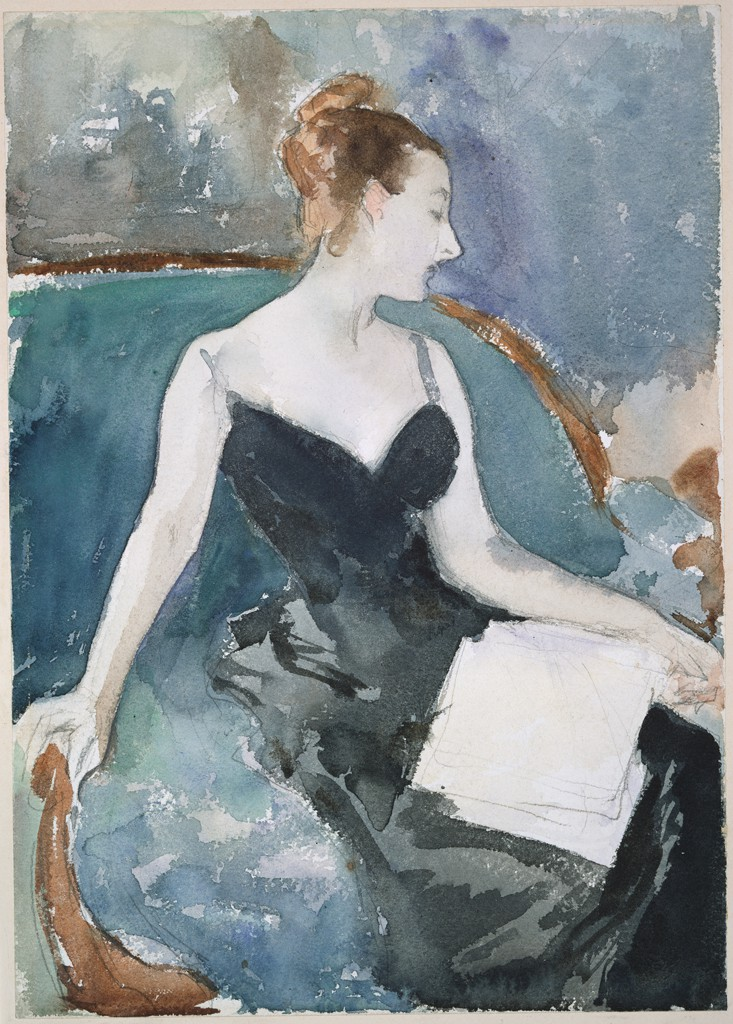
Schizzo del ritratto di Madame Gautreau, realizzato con acquarelli, 1883

Il dipinto fu esposto nella sala 31 presso il Salon di Parigi nel 1884 e diede da subito scandalo. Il vestito scollato adornato da spalline gioiello e la pelle talmente bianca da dare sensazione di nudità risultarono inadatte alla morale dell'epoca.
Ciò che colpì maggiormente era che il quadro non rappresentasse una modella anonima, ma un'esponente dell'alta società parigina. In passato erano stati creati dipinti a tema erotico, ma questi avevano soggetti ballerine, prostitute o rappresentavano scene mitologiche e storiche; in questo caso si trattava di un personaggio in vista che senza alcun ritegno mostrava la propria sensualità oltrepassando i limiti posti dalla società. Il quotidiano Le Figaro parla della scandalosa spallina caduta affermando «Un solo movimento e potrebbe rimanere nuda», mentre altri definiscono l'opera volgare.
John Singer Sargent tentò di rimediare riportando la spallina sulla spalla e cambiando il nome del quadro in Madame X, ma il dipinto continuò a dare scandalo così l'artista si trovò costretto a ritirarlo dal Salon.
La famiglia Gautreau si rifiutò di acquistare l'opera e Sargent fu costretto a trasferirsi in Inghilterra dove trovò più fortuna come ritrattista. Amélie dovette ritirarsi a vita privata e tentare di reinserirsi in quella società che aveva tanto agitato con il suo ritratto.
Nel 1916, un anno dopo la morte di Madame Gautreau, il dipinto venne acquistato per mille dollari dal Metropolitan Museum di New York.